# Municipio de Bethel (Iowa)
El municipio de Bethel (en inglés: Bethel Township) es un municipio ubicado en el condado de Fayette en el estado estadounidense de Iowa. En el año 2010 tenía una población de 297 habitantes y una densidad poblacional de 3,17 personas por km².

## Geografía
El municipio de Bethel se encuentra ubicado en las coordenadas 42°57′19″N 92°1′9″O / 42.95528, -92.01917. Según la Oficina del Censo de los Estados Unidos, el municipio tiene una superficie total de 93.58 km², de la cual 93,49 km² corresponden a tierra firme y (0,09 %) 0,08 km² es agua.

## Demografía
Según el censo de 2010, había 297 personas residiendo en el municipio de Bethel. La densidad de población era de 3,17 hab./km². De los 297 habitantes, el municipio de Bethel estaba compuesto por el 100 % blancos. Del total de la población el 0,67 % eran hispanos o latinos de cualquier raza.